# Olivia Broadfield
Olivia Broadfield (Coventry, 7 de junho de 1981) é uma cantora e compositora inglesa. É famosa por compor músicas para filmes e séries de TV, como Grey's Anatomy e Diários de um Vampiro. Em 2007, participou da trilha sonora do filme Meu Nome Não é Johnny, com a regravação de "It´s a Long Way", de Caetano Veloso.

## Carreira
Após participações em cultuadas produções da MTV, como The Hills e The Real World, em 2008, Broadfield chamou a atenção do blogueiro Perez Hilton e da estrela da TV Jessica Simpson. Ela assinou um contrato com a gravadora Vagrant Records, sediada nos Estados Unidos, em fevereiro de 2009. Seu álbum de estreia, Eyes Wide Open, foi lançado nos Estados Unidos em 14 de julho de 2009. A canção 'Don't Cry' foi lançada como um single.
Em 2011, Broadfield assinou um contrato de publicação com a Sony/ATV e seu segundo álbum, This Beautiful War, foi lançado. As músicas do álbum foram apresentadas nas séries Grey's Anatomy, 90210, Arqueiro, As Nove Vidas de Chloe King, Diários de um Campiro e Chasing Life. Seu terceiro álbum, Paper Dolls (2013), foi lançado por meio da Pledge Music e foi ouvido em Diários de um Vampiro, About A Boy, Switched at Birth e The Night Shift.
Em 2014, Broadfield co-escreveu "Bird" com Billie Marten. Em 2015, a canção foi lançada e tocada na BBC Radio 1 e Radio 2, sendo destacada como a 'Nova Coisa Favorita' de Jo Whiley e a 'Música da Semana' de Annie Mac, apresentadoras das rádios; também chamou a atenção de Ed Sheeran, que a declarou "deslumbrante" para seus 20 milhões de seguidores.
Em 2015, Broadfield lançou seu álbum Jumberlack e assinou um contrato com a Secretly Canadian. A canção "Wishing and Waiting" deste álbum foi tocada no filme Tragedy Girls, de 2017. Em 2020, Broadfield trabalhou na série da BBC One, The Split, escrevendo canções para cada um dos seis episódios da segunda temporada. Em 2022, ela retornou a The Split para a terceira e última temporada. A trilha sonora alcançou a 2ª posição na parada de álbuns do iTunes e as músicas do programa foram tocadas na BBC Radio 2.
Em 2022, Broadfield assinou um contrato de publicação exclusivo com a Kassner Music. Em 2024, ela foi convidada de volta pela Sister Pictures e pela escritora Abi Morgan para trabalhar no especial de Natal, The Split: Barcelona. Na manhã seguinte à exibição do programa, a trilha sonora do programa ocupou a posição nº 1 na parada de compositores do iTunes e as trilhas sonoras anteriores das Séries 2 e 3 reentraram no Top 10.